# Résolution 310 du Conseil de sécurité des Nations unies
Membres permanents
- Chine
- États-Unis
- France
- Royaume-Uni
- URSS

Membres non permanents
- Argentine
- Belgique
- Guinée
- Inde
- Italie
- Japon
- Panama
- Somalie
- Soudan
- Yougoslavie

Résolution no 309 Résolution no 311
La résolution 310 du Conseil de sécurité des Nations unies est adoptée à 13 voix et 2 abstentions lors de la 1 638e séance du Conseil de sécurité des Nations unies le 4 février 1972, après avoir réaffirmé les résolutions précédentes sur le sujet, le Conseil a fermement condamné les mesures répressives prises à l'encontre des travailleurs africains en Namibie et a appelé toutes les nations et sociétés opérant en Namibie à utiliser tous les moyens disponibles pour s'assurer que les opérations menées dans ce pays sont conformes à la Déclaration universelle des droits de l'homme.
Le Conseil a conclu en condamnant l'Afrique du Sud pour la présence continue de ses forces de police et de ses forces militaires et a décidé que si l'Afrique du Sud ne respectait pas la présente résolution, il se réunirait immédiatement pour décider des mesures efficaces à prendre pour la mettre en œuvre et a demandé au secrétaire général de lui faire rapport au plus tard le 31 juillet.
La résolution a été adoptée par 13 voix; la France et le Royaume-Uni se sont abstenus de voter

### Sources
- (en) Cet article est partiellement ou en totalité issu de l’article de Wikipédia en anglais intitulé « United Nations Security Council Resolution 310 » (voir la liste des auteurs).

### Texte
- Résolution 310 sur fr.wikisource.org
- Résolution 310 sur en.wikisource.org